# Dasycorsa astigmatica
Dasycorsa astigmatica là một loài bướm đêm trong họ Geometridae.